# کیم مارش
کیم مارش (انگلیسی: Kym Marsh؛ زادهٔ ۱۳ ژوئن ۱۹۷۶) هنرپیشه و موسیقی‌دان اهل بریتانیا است. وی از سال ۲۰۰۱ میلادی تاکنون مشغول فعالیت بوده‌است. او در مجموعه ایکس فاکتور مشارکت داشته و در هالیوکس و شهر هالبی به ایفای نقش پرداخته است.